# Lijst van voormalige waterschappen in Friesland

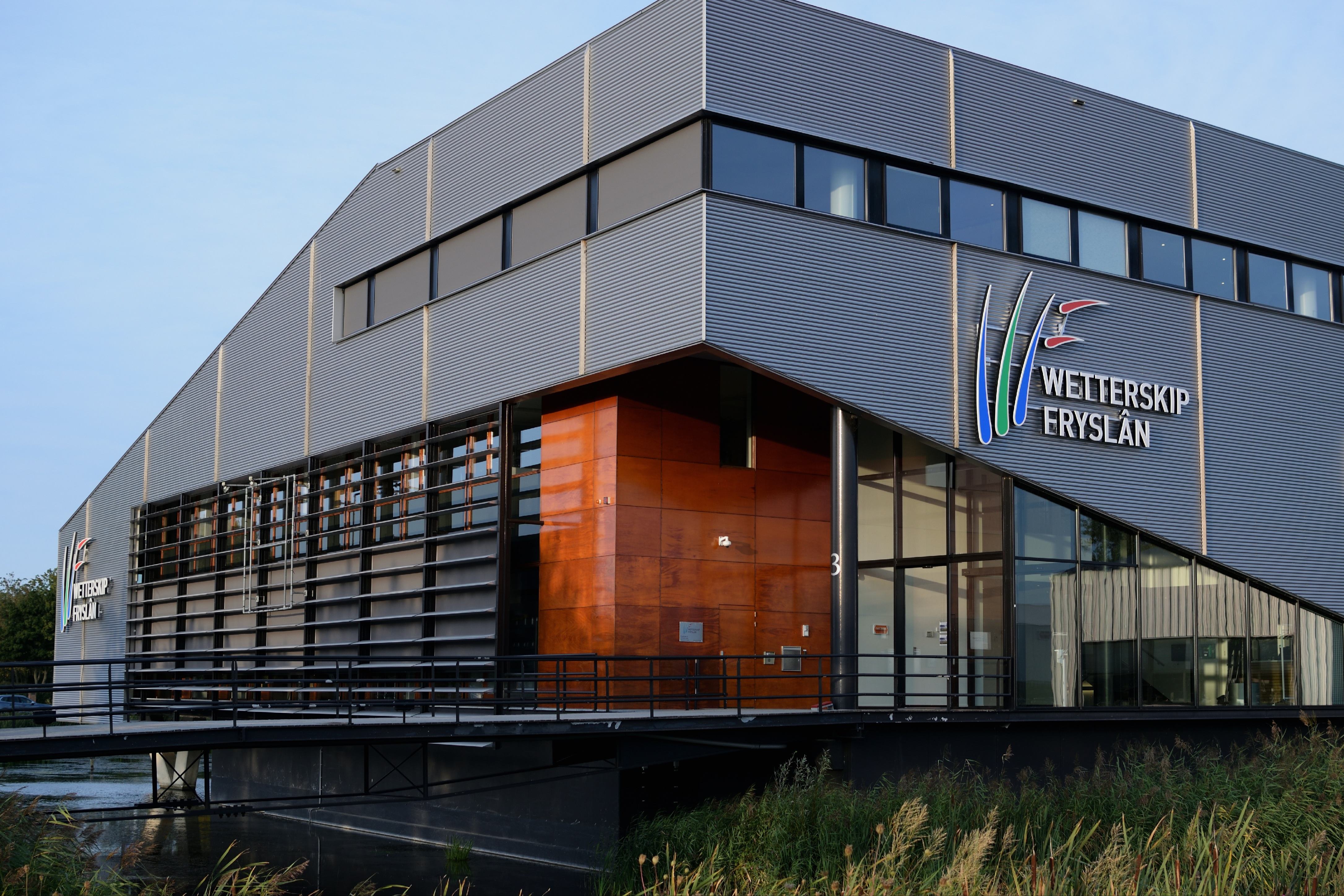
Wetterskip Fryslân

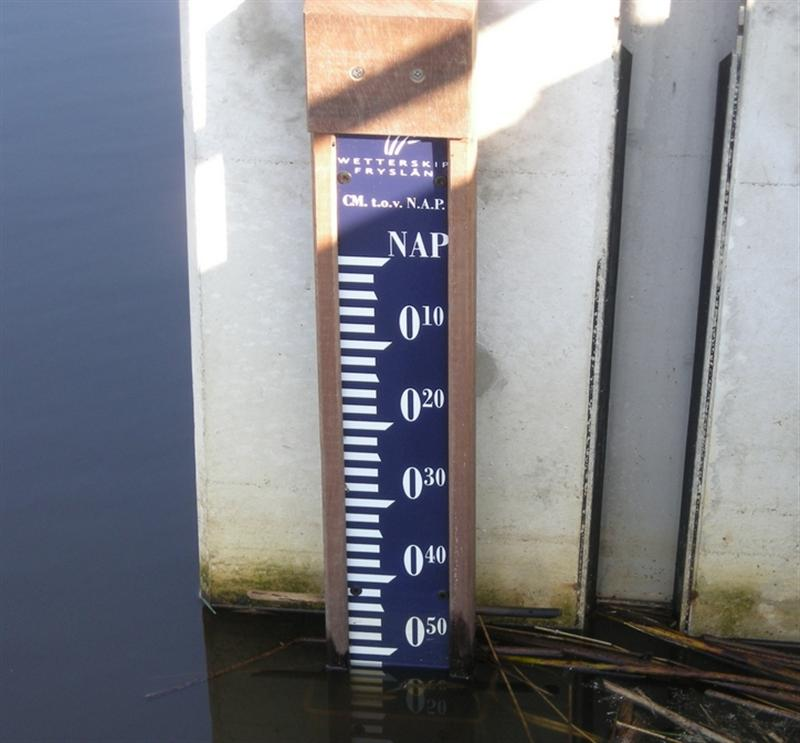
Waterpeil Friese boezem

Deze lijst van voormalige waterschappen in Friesland geeft een overzicht van de voorgangers van Wetterskip Fryslân en andere voormalig waterschappen in de provincie Friesland. Het overzicht is helaas niet volledig.

## Wetterskip Fryslân
Wetterskip Fryslân is in 2004 ontstaan uit:
- Waterschap Fryslân, later Waterschap Friesland, waaruit het Wetterskip Fryslân is voortgezet
- Wetterskip Boarn en Klif
- Wetterskip Lauwerswâlden
- Wetterskip Marne-Middelsee
- Waterschap Sevenwolden
- Wetterskip De Waadkant

Het enige andere waterschap in Friesland was daarna Blija Buitendijks in de gemeente Ferwerderadeel, maar in 2018 werd ook dit aan het Wetterskip Fryslân toegevoegd.

### Voorgangers Waterschap Fryslân
De volgende waterschappen zijn voorgangers van het Waterschap Fryslân:
- Amelander Grieën 1964-1993
- Contributie der Vijfdeelen Slachtedijken 1539-1868
- Contributie der Vijfdeelen Zeedijken binnendijks en buitendijks 1533-1868
  - der Vijfdeelen Zeedijken binnendijks (inclusief Slachtedijken) 1868-1979
  - der Vijfdeelen Zeedijken buitendijks 1868-1979
- Contributie Zeedijken Contributie Oostdongeradeel 1719-1963
- Contributie Zeedijken van Westdongeradeel c.a. 1696-1963
- De Grieën 1892-1965
- Engwierumerpolder 1810-1962
- Anjumer- en Lioessenserpolder 1774-1962
- Ternaarderpolder ca. 1750-1962
- Oost-Holwerderpolder 1783-1962
- Eastergoa's Sédiken 1961-1979
- West-Holwerderpolder 1783-1979
- Zeedijken van Ferwerderadeel ca. 1619-1979
- Oud Bildt 1527-1979
- Nes 1893-1930
- Nes-Buren, 1906-1965
- Nieuw Bildt 1639-1979
- Bildtpollen 1736-1979
- Noorderleegpolder 1852-1979
- Terschellinger Polder 1620-1979
- Westergo's IJsselmeerdijken 1936-1979
Voorgangers Westergo's IJsselmeerdijken
  - Wonseradeels Zuiderzeedijken 1533-1936
  - Workumer Nieuwland 1752-1936
  - Wijmbritseradeel c.a. Contributie Zeedijken 1533-1936
  - Hemelum en Oldephaert, Noordwolde en Utingeradeel C.A. Contributie Zeedijken 1538-1936
- Zeedijken Contributie Kollumerland en Nieuwkruisland 1668-1961
- Zeven Grietenijen en Stad Sloten 1533-1979

## Wetterskip Boarn en Klif
Wetterskip Boarn en Klif is in 1997 ontstaan uit:
- Tusken Mar en Klif 1965-1996
- Boarnferd 1966-1996
- westelijk deel van De Stellingwerven 1966-1996

### Voorgangers Tusken Mar en Klif
De volgende waterschappen gelden als voorgangers van waterschap Tusken Mar en Klif:
- Particuliere polder De Grote Woudpolder 1815-ca. 1835
- Particuliere polder De Koevorder polder 1873-1967
- Particuliere polder De Wiske 1931-1979
- Particuliere polder De Zomerpolder van Kolderwolde 1813-1835
- Particuliere polder Galahuis 1889
- Particuliere polder Grote Polder van Langweer, Dijken en Boornzwaag 1845-1977
- Particuliere polder Nieuwe Teroelsterpolder 1878-1990
- Particuliere polder Slotmolenpolder 1847, 1921, 1938-1989
- Veenpolder De Grote Noordwolderveenpolder 1834-1969
  - Waterschap De Grote Noordwolderpolder na 1872
- Veenpolder de Heidenschapster(veen)polder 1856-1972
  - Waterschap De Heidenschapsterpolder vanaf 1947
- Waterschap De Brandemeer 1941-1969
- Waterschap De Drie Gemeenten 1916-1920
- Waterschap De Gouden Bodem 1919-1964
- Waterschap De Grens 1929-1969
- Waterschap De Kei 1914-1969
- Waterschap De Kleine Brekken 1926-1978
- Waterschap De Kleine Wiskepolder 1932-1973
- Waterschap De Langesloot 1910-1969
- Waterschap De Lemsterpolders 1877-1979
- Waterschap De Luts 1914-1968
- Waterschap De Madenlaan 1943-1973
- Waterschap De Noedweg 1929-1978
- Waterschap De Twaalf Voeten 1926-1978
- Waterschap De Uitkomst 1926-1973
- Waterschap De Wollegaast 1916-1978
- Waterschap Het Workumer Nieuwland 1890-1972
- Waterschap Wainserwar 1913-1969
- Waterschap Woudsend c.a. 1916-1969
- Waterschap Ymedam 1923-1972

### Voorgangers Boarnferd
De volgende waterschappen gelden als voorgangers van waterschap Boarnferd:
- Particuliere polder De Heerenwalster Polder, 1797-1961
- Particuliere polder De Kleine Polder, 1941-1959
- Particuliere polder De Zwarte Polder, 1754-1968
- Particuliere polder Terbandsterpolder, 1835, 1839-1936
- Particuliere polder Zuidpolder, 1887-1947 (1950)
- Veenpolder De Deelen, (1916) 1919-1968 (1983)
- Veenpolder De Groote Sint Johannesgasterveenpolder, (1853) 1854-1971
- Veenpolder De Trijegaasterveenpolder, (1882) 1883-1969
- Veenpolder Delfstrahuizen, (1901) 1919-1974
- Veenpolder Haskerveenpolder, (1823) 1855-1970
- Veenpolder Polder van het 4de en 5de Veendistrict, (1806-1832) 1833-1970
- Veenpolder Polder van het 6de en 7de Veendistrict, 1839-1969
- Waterschap De Akmarijpsterpolder, (1909) 1912-1968
- Waterschap De Deelen, (1896) 1899-1921
- Waterschap De Driegreppel, (1915) 1916-1967
- Waterschap De Lege Wâlden, 1961-1967
- Waterschap De Oude Geeuw, 1928-1968
- Waterschap De Oudewegsterpolder, 1819-1968
- Waterschap De Polslootpolder, (1910) 1912-1968
- Waterschap De Snikzwaagsterpolder, (1921) 1929-1968
- Waterschap De Trijegaasterpolder, 1883-1968
- Waterschap De Vier Polders, (1869) 1886-1968
- Waterschap De Woudfennen, 1918-1969
- Waterschap De Zuidbroeksterpolder, (1919) 1921-1968
- Waterschap De Zwettepoel, 1928-1968
- Waterschap Haskerdijken, (1919) 1926-1962
- Waterschap Henshuizen, (1916) 1918-1969
- Waterschap Meinesloot-Akkrumerrak, 1929-1969
- Waterschap Nannewiid, 1965 - 1967

### Voorgangers De Stellingwerven
De volgende waterschappen gelden als voorgangers van waterschap De Stellingwerven:
- Particuliere polder De Polder te Oosterzee 1828-1906
- Particuliere polder De Tusschenpolder aan het Westend te Oosterzee 1899-1906
- Veenpolder Groote Veenpolder in Weststellingwerf (1818) 1847-1969
- Veenpolder onder Ter Idzardt en Oldeholtwolde, 1855-1966
- Veenpolder van Echten (1832) 1855-1969
- Waterschap Beneden Tjonger 1962-1964
- Waterschap De Kuinder (1942) 1947-1966
- Waterschap De Linde (1916) 1918-1969
- Waterschap De Meenthe (1906) 1908-1966
- Waterschap De Merriemaden 1930-1966
- Waterschap De Ontginning (1916) 1917, 1927-1968
- Waterschap De Stroomkant (1921) 1922-1966
- Waterschap De Twee Gedeelten (1916) 1917-1966
- Waterschap De Weeren (1910) 1911-1966
- Waterschap Mildam-Oudeschoot (1915) 1916-1966
- Waterschap Oldelamer 1928-1968
- Waterschap Oosterzee (1904) 1905-1969
- Zeewerend waterschap De Oude Lindedijk 1832, 1836-1941 (1943)

## Wetterskip Lauwerswâlden
Wetterskip Lauwerswâlden is in 1997 ontstaan uit:
- De Wâlden 1965-1996
- Lits en Lauwers (aanvankelijk Achtkarspelen-Zuid geheten) 1961-1996

### Voorgangers De Wâlden
De volgende waterschappen gelden als voorgangers van De Wâlden:
- Polder Altenburg 1909-1955
- Waterschap Anjen 1920-1969
- Waterschap Bergum En Omstreken 1953-1967
- Waterschap Binnemiede- En Weeshuispolder 1916-1968
- Waterschap De Borken 1907-1967
- Waterschap De Broek 1910-1969
- Waterschap De Broeklaan 1917-1969
- Waterschap De Broekpolder 1909-1969
- Waterschap De Buitenmurk 1914-1969
- Waterschap Het Buitenveld 1925-1969
- Waterschap De Dammelaan 1913-1968
- Waterschap De Damwoudster Trekweg 1921-1968
- Waterschap De Driesumermeer 1921-1969
- Waterschap Eernewoude C.A. 1898-1970
- Waterschap Eernewoudster Warren 1892-1918
- Waterschap Eestrum 1953
- Waterschap De Eewal 1916-1972
- Waterschap De Fennen En De Hoogfenne 1877-1968
- Waterschap De Gealanden 1916-1968
- Waterschap Het Geestmer Noorder- En Zuiderveld 1893-1968
- Waterschap De Giekerker-Oenkerkerpolder 1862-1969
- Waterschap De Goddelooze Brug 1916-1969
- Waterschap De Goudberg 1914-1920
- Waterschap Groot Miedland 1863-1967
- Waterschap De Groote Miedumerpolder 1926-1970
- Waterschap De Hammen 1927-1965
- De Gemeenschappelijke Polder Hardegarijp 1874-1968
- Waterschap De Hardegarijpster Hoek 1929-1969
- Waterschap De Hardegarijpster Warren 1921-1965
- Waterschap De Heidloane 1910-1966
- Waterschap De Hooge Warren 1905-1967
- Waterschap De Hooidollen 1916-1969
- Waterschap Iestpolder 1932-1967
- Waterschap De Indijk 1905-1968
- Waterschap Jantje Zeepolder 1864-1968
- Waterschap Kleine Geest 1955-1966
- Waterschap De Kleine Geestmerlandweg 1928-1956
- Waterschap De Kleine Geestmervaart 1885-1960
- Waterschap Kolkhuizen 1946-1969
- Waterschap De Kuikhornsterpolder 1927-1964
- Waterschap Het Lang Deel 1923-1937
- Waterschap De Lege Miede 1914-1968
- Waterschap De Leppedijk 1919
- Waterschap De Miedweg 1912-1969
- Waterschap Het Nieuwland 1905-1969
- Waterschap De Nijegasterfennen 1917-1966
- Waterschap Het Noorder Rietveld 1878-1968
- Polder Noorderfennen 1929-1931
- Waterschap De Noorderpolder 1926-1964
- Waterschap De Oeble Omsloot 1925-1966
- Polder De Olifant 1867-1964
- Waterschap Oostermeer 1934
- Waterschap Opmaling Het Uiteinde 1921-1967
- Waterschap De Oude Hooiweg 1910-1965
- Waterschap De Oude Miede 1928-1957
- Waterschap De Oude Wartena'Ster Trekvaart 1915-1957
- Waterschap Oudkerker Polder 1864-1969
- Pastoriepolder 1925-1969
- Waterschap De Putten 1894-1968
- Polder Rijperkerk 1864-1970
- Waterschap De Roodkerkerpolder en De Honderdsreed 1862-1970
- Waterschap De Ruigfenne 1910-1928
- Waterschap Het Rustenburgerveld 1927-1956
- Waterschap Sietsma'S Rauwerda Polder 1963-1965
- Waterschap Sijbrandahuis 1920-1969
- Waterschap De Staniapolder 1925-1953
- Waterschap Het Stoekveld 1891-1966
- Waterschap Suawoude Oost 1922-1965
- Waterschap Suawoude Zuid 1924-1965
- Waterschap Suawoudsterveld 1891-1956
- Waterschap Sûd-Winninghe 1947-1972
- Waterschap De Tiekevaart 1925-1967
- Waterschap Tietjerk 1920-1957
- Waterschap De Tjeerd Foekeslaan 1924-1968
- Waterschap Tusschen Lanen 1878-1968
- Waterschap Twa Polders 1942-1966
- Waterschap Twisken Lytsen 1913-1969
- Waterschap De Vier Zandwegen 1944-1967
- Waterschap De Vossegaten 1926-1969
- Waterschap De Warren 1900-1969
- Polder Weerdeburen (1864) 1904-1967
- Waterschap De Westelijke Binnen Leyen 1921-1959
- Waterschap De Westereagen 1928-1969
- Waterschap De Westerzandings Polder 1942-1968
- Waterschap De Wieren 1915-1967
- Waterschap De Wijnserdijk 1908-1970
- Waterschap De Wijnzer Polder 1871-1970
- Waterschap De Wildlanden 1916-1967
- Waterschap De Zanjesreed 1909-1969
- Waterschap De Zomerweg 1910-1963
- Waterschap Het Zuider- En Ooster Rietveld 1883-1969
- Waterschap Het Zwartveen 1931
- Waterschap De Zwemmer 1895-1969

### Voorgangers Lits en Lauwers
De volgende waterschappen gelden als voorgangers van Lits en Lauwers:
- Waterschap Augustinusga 1940-1965
- Polder ten noordoosten van en onder Buitenpost (Noorderpolder) 1842-1984
- Waterschap Buitenpost-Oosteinde 1878-1970
- Waterschap Drogeham 1917-1965
- Waterschap Eestrum 1915-1971
- Waterschap De Hammen 1906-1970
- Waterschap Kollumerland-Oostdeel 1879-1970
- Waterschap Lutjewoude 1878-1971
- Waterschap De Mieden (1918) 1924-1970
- Waterschap De Noorderfennen (1928) 1937-1973
- Waterschap Oostermeer (1914) 1916-1965
- Waterschap De Oude Ried 1891-1971
- Waterschap De Oude Vaart 1880-1965
- Waterschap Oudwoude-Westergeest (1877) 1911-1971
- Waterschap Rohel 1878-1970
- Waterschap Nieuwe Ruigezandsterpolder (Fries deel) 1877-1971
- Waterschap Stroobos (1876) 1877-1965
- Waterschap Surhuisterveen (1876) 1911-1965
- Waterschap Surhuizum 1879-1965
- Waterschap Tochmaland 1893-1970
- Waterschap De Triemen 1917-1971
- Waterschap De Twee Provinciën 1918-1970
- Waterschap Het Witveen 1913-1965
- Waterschap De IJzermieden (1878) 1938-1970
- Waterschap De Zandsloot (1894) 1896-1969
- Zevenhuisterpolder (1897) 1937-1979
- Waterschap Zwaagwesteinde c.a. 1918-1970
- Waterschap De Zwadde (Oostelijk deel) (1880) 1904-1970
- Waterschap De Zwadde (Westelijk deel) 1882-1970
- Waterschap Zwagermieden en De Triemen (1879) 1883-1970
- Waterschap Zwartkruispolder 1914-1970
- Waterschap Het Zwartveen 1931-1965

## Wetterskip Marne-Middelsee
Wetterskip Marne-Middelsee is in 1997 ontstaan uit:
- De Middelsékrite 1977-1996
- It Marnelân 1971-1996

### Voorgangers De Middelsékrite
De volgende waterschappen gelden als voorgangers van De Middelsékrite:
- Particuliere polder De Barrewiersterpolder 1866-1922
- Particuliere polder De Boxumerpolder 1827-1917
- Particuliere polder De Deinumer Nieuwlandspolder 1775-1919
- Particuliere polder De Goesekoesterhem 1779-1889
- Particuliere polder De Groote Wargastermeerpolder 1730-1883
- Particuliere polder De Lyonserpolder 1852
- Particuliere polder De Lytse Borgkrite 1904-1925
- Particuliere polder De Riedstrapolder [1939]-[1960]
- Particuliere polder De Spookhemspolder 1790/1792-1929
- Particuliere polder De Tjaarderpolder 1909-1982
- Particuliere polder De Welsrijper Polder 1923-1985
- Particuliere polder Hesenserhoek 1865-1968
- Particuliere polder Het Roordahuizumer Nieuwland 1841-1919/1920
- Particuliere polder Het Sperkhem 1858-1906
- Particuliere polder Huins c.a. 1828-1986
- Particuliere polder Polder onder Beers en Jellum 1835-1908/1909
- Particuliere polder Polder Pruisenstate [1933]-1981
- Particuliere polder Polder tussen De Geeuw en de Jourstervaart [4de kwart van de 19de eeuw]
- Waterschap 't Marlan (1924) 1926-1980 (1981)
- Waterschap Abbega (1924) 1925-1980 (1981)
- Waterschap Baard-Winsum (1959) 1961-1981 (1982)
- Waterschap Boxum (1913/1914) 1917-1981 (1982)
- Waterschap De Bird (1951) 1957-1979 (1980)
- Waterschap De Bloksloot (1927) 1929-1981
- Waterschap De Driehuistervaart (1924) 1926-1960
- Waterschap De Goesekoesterhem (1885) 1889-1930
- Waterschap De Goutumer Oudlandsweg (1916) 1917-1978
- Waterschap De Groene- en Moskoudijk (1925) 1926-1987
- Waterschap De Groenedijk c.a. (1881) 1883-1919
- Waterschap De Groote Kryte 1917-1956
- Waterschap De Groote Warga'stermeer 1883-1981 (1982)
- Waterschap De Heerenborg c.a. ([1858]) 1883-1919
- Waterschap De Hempensermeerpolder 1890-1980 (1981)
- Waterschap De Hond (1903) 1905-1973
- Waterschap De Jellumer- en Beersterpolder (1904) 1906-1980
- Waterschap De Jokse (1925) 1926-1979
- Waterschap De Leechlanswei (1946) 1951-1981 (1982)
- Waterschap De Leppedijk (1911) 1913-1979
- Waterschap De Lyonserpolder (1884) 1885-1981
- Waterschap De Nieuwlandsweg (1901) 1911-1980 (1981)
- Waterschap De Nije Borgkrite (1894) 1896-1960
- Waterschap De Oosterhemmen (1923) 1926-1981 (1982)
- Waterschap De Oosterwierumer Oudvaart (1916) 1918-1978
- Waterschap De Roordahuizumer Nieuwlandspolder (1916) 1917-1979
- Waterschap De Roordapolder (1927) 1928-1979 (1980)
- Waterschap De Scherwolder- en Morra-Hemmen 1729-1969 (1971)
- Waterschap De Sneeker Oudvaart (1912) 1916-1980
- Waterschap De Verbinding 1929-1979 (1980)
- Waterschap De Wammerterpolder (1917) 1918-1981 (1982)
- Waterschap De Weiwiske (1913) 1914-1987
- Waterschap Deinum (1915) 1918-1979 (1980)
- Waterschap Friens (1928) 1929-1980 (1981)
- Waterschap Friesma (1925) 1927-1981/1982
- Waterschap Hatzum (1922) 1923-1977
- Waterschap Heeg (1908) 1918-1981 (1982)
- Waterschap Het Grouwster Laagland 1928-1956 (1957)
- Waterschap Het Hofland (1925) 1927-1979 (1980)
- Waterschap Het Huizumer- en Goutumer Nieuwland (1892) 1894-1981 (1982)
- Waterschap Het Irnsumerveld 1879-1919
- Waterschap Het Lang Deel (1918) 1920-1980 (1981)
- Waterschap Het Potschar (1882) 1883-1980
- Waterschap Hoflandstra (1926) 1927-1981 (1982)
- Waterschap Hommerts-Sneek (1912) 1913-1979 (1980)
- Waterschap It Ald Skroet (1915) 1916-1981 (1982)
- Waterschap Nijland c.a. (1904) 1907-1979
- Waterschap Oppenhuizen c.a. 1912-1979
- Waterschap Scharnegoutum c.a. (1909) 1914-1979 (1980)
- Waterschap Sperkhem (1899) 1902-1921

### Voorgangers It Marnelân
De volgende waterschappen gelden als voorgangers van It Marnelân:
- Particuliere polder Bruindeer, (1924) 1925-1984
- Particuliere polder De Achlumer Noorderpolder, 1853-1906
- Particuliere polder De Arumermiedpolder, 1844-1894
- Particuliere polder De Dijksterbuursterpolder 'De Eendracht, 1872-1977
- Particuliere polder De Eendracht, 1817-1889
- Particuliere polder De Sudhoeksterpolder, ca. 1951-1995
- Particuliere polder Exmorra-Schraard, 1904-1988
- Particuliere polder Idzerda- ofwel Idsabuursterpolder, 1935-1949
- Particuliere polder Nijhuizum, 1936-1949
- Particuliere polder Oosthemmerpolder, 1816-1976
- Particuliere polder Pingjum, 1818-1878
- Particuliere polder Polder onder Greonterp, Hieslum en Sandfirdsterrijp, 1826-1873
- Particuliere polder Ritsebuursterpolder, (1727) 1729-1917 (1919)
- Particuliere polder Schraarderpolder, (1903) 1904-1975
- Particuliere polder Ungabuursterpolder, 1857-1915
- Particuliere polder Zurend, 1936-1949
- Waterschap Arkum, (1928) 1929-1976
- Waterschap Benijsten, (1923) 1924-1976 (1977)
- Waterschap Cornwerd, (1898) 1907-1975 (1976)
- Waterschap De Achlumer Noorderpolder, (1904) 1905-1976
- Waterschap De Arumer-, Achlumer- en Kimswerderpolders, (1892) 1893-1976 (1977)
- Waterschap De Arumermiedpolder, (1893) 1894-1959 (1960)
- Waterschap De Arumerpolder, 1892-1959 (1960)
- Waterschap De Arumerpolders, (1928) 1959-1976
- Waterschap De Bedelaarsvaart, 1924-1976 (1977)
- Waterschap De Beveiliging, (1908) 1918-1975 (1976)
- Waterschap De Eendracht, (1887) 1888-1975
- Waterschap De IJpmapolder, (1891) 1892-1976 (1977)
- Waterschap De Loop, (1917) 1919-1954
- Waterschap De Makkumer- en Parregastermeerpolders, (1873) 1883-1976
- Waterschap De Polder, (1910) 1912-1918 (1919)
- Waterschap De Sens- en Atzebuurstermeerpolders, 1753-1975 (1976)
- Waterschap De Sijdswerderreed, 1929-1976 (1977)
- Waterschap De Waarborg, (1916) 1917-1975 (1976)
- Waterschap De Weeren, (1915) 1918-1976
- Waterschap De Workumermeerpolder, (1876) 1883-1885 (1916)
- Waterschap De Zuiderpolder bij Franeker, (1807) 1905-1976 (1977)
- Waterschap Eemswoude, (1924) 1926-1975 (1976)
- Waterschap Eeskwerd, (1943) 1944-1976 (1977)
- Waterschap Exmorra c.a., (1879) 1881-1976
- Waterschap Fallingabuurster- en Aaltjemeerpolder, (1916) 1917-1976
- Waterschap Gaast-Ferwoude, (1873) 1911-1976
- Waterschap Greonterp, (1874) 1878-1975 (1976)
- Waterschap Hieslum c.a., (1930) 1931-1976
- Waterschap Hitzum, (1916) 1919-1976 (1977)
- Waterschap Kimswerd, (1910) 1913-1976 (1977)
- Waterschap Kooihuizen, (ca. 1916) 1917-1976
- Waterschap Koum, (1940), 1941-1976 (1977)
- Waterschap Ludinga, (1911) 1913-1976 (1977)
- Waterschap Midlum, 1913-1961
- Waterschap Pingjum, (1861) 1878-1976
- Waterschap Ritseburen, (1916) 1917-1976
- Waterschap Ruigelollum, (1916) 1918-1975 (1976)
- Waterschap Skrok, (1951) 1953-1976 (1977)
- Waterschap Thiem, (1947) 1948-1975
- Waterschap Tjaerdt van Aylvapolder, 1855-1987
- Waterschap Waaxens c.a., (1911) 1914-1976 (1977)
- Waterschap Waekenser Reed, 1919-1974
- Waterschap Zuidelijk Wonseradeel, 1915-1975

## Waterschap Sevenwolden
Waterschap Sevenwolden is in 1997 ontstaan uit:
- oostelijk deel van De Stellingwerven (1966-1996) (Voorgangers daarvan: zie hierboven)
- Het Koningsdiep (1968-1996)
- Tjonger Compagnonsvaarten (1969-1996)

### Voorgangers Het Koningsdiep
De volgende waterschappen gelden als voorgangers van Het Koningsdiep:
- Particuliere polder De Kraanlandswegen ca. 1862-1923
- Particuliere polder De Trischpolder ca. 1789-1921
- Particuliere polder Nieuw-Kolderveen 1926-1968
- Particuliere polder Oud-Beets (1864) 1894-1969
- Particuliere polder Phoenix-polder 1842-1894
- Particuliere polder Schuine- of Geernweg ca. 1832-1933
- Veenpolder Groote Veenpolder in Opsterland en Smallingerland (1839) 1869-1969
- Waterschap De Drait (1911) 1925-1966
- Waterschap De Dulf (1920) 1927-1969 (1970)
- Waterschap De Meeuwmeer (1916) 1920-1967
- Waterschap De Modder 1941-1944
- Waterschap De Oude Hooi- en Buitenweg (1913) 1915-1966
- Waterschap De Sorremorsterpolder 1895-1952
- Waterschap De Vlierbosch 1930-1951
- Waterschap De Zuiderhoogeweg (1926) 1929-1966
- Waterschap De Zwette (1880) 1882-1962
- Waterschap Goingahuizen 1925-1950
- Waterschap Henswoude (1925) 1926-1952
- Waterschap Het Koningsdiep (1960) 1963-1969 (1970)
- Waterschap Het Oud Diep (1921) 1924-1966
- Waterschap Het Zwettegebied 1951-1974
- Waterschap Poppenhuizen (ca. 1925) 1927-1973 (1974)
- Waterschap Rijpwegsend (vanaf 1955 Rijpwegsend-Geren) (1925) 1926-1969 (1970)
- Waterschap Zomerpolder (1923) 1924-1969 (1970)

### Voorgangers Tjongercompagnonsvaarten
De volgende waterschappen gelden als voorgangers van Tjongercompagnonsvaarten:
- Particuliere polder Hauler-Weperpolder ca. eerste kwart 20ste eeuw
- Particuliere polder Kleindiep en Riemsloot 1921-1953 (1954)
- Particuliere polder Nijslootster Vaart en Brug ca. 1828-1896
- Particuliere polder Polder onder Hoornsterzwaag ca. 1861-1894
- Waterschap Boven Tjonger-Grootdiep (1897) 1917-1971
- Waterschap De Hanswetering (1921) 1922-1960
- Waterschap De Leitspolder (1881) 1882-1972
- Waterschap De Mardijk (1909) 1911-1919
- Waterschap De Nieuwevaart 1897-1971
- Waterschap De Schoterlandse en Opsterlandse Compagnonsvaarten (1900) 1924-1973
- Waterschap De Tjongervallei (noordzijde) (1891) 1893-1971
- Waterschap De Tjongervallei (zuidzijde) 1893-1960
- Waterschap De Trimbeetster Waterlossingen (1899) 1900-1972
- Waterschap Het Bovenveld (1894) 1895-1971
- Waterschap Kleindiep (1926) 1953-1960 (1961)
- Waterschap Luchtenrek (1954) 1961-1972
- Waterschap Mildam-Oost (1917) 1919-1971 (1972)
- Waterschap Nijehorne (1928) 1930-1971

## Wetterskip De Waadkant
Wetterskip De Waadkant is in 1997 ontstaan uit:
- Tusken Waed en Ie (1971-1996)
- Noardlik Westergoa (1971-1966)

### Tusken Waed en Ie
Deze lijst is zeer onvolledig:
- Waterschap Ferwerd 1914-1974
- Waterschap De Hooge Weg 1938-1963
- Waterschap De Hoogbeintumermieden 1913-1974
- Waterschap De Ingelandsweg 1924-1963
- Waterschap De Kolkreed 1915-1963
- Waterschap De Miedweg 1919-1963
- Waterschap De Voorste Groene Reed 1926-1963
- Waterschap Het Noorden 1915-1963
- Waterschap Holwerder- en Blijaerpolder 1916-1974
- Waterschap Jouswier 1854-1963
- Waterschap Kouweweg-Miedweg-Dwarsweg 1941-1963
- Waterschap Marrum Wester-Nijkerk 1914-1974
- Waterschap Paesens 1920-1963
- Polder van Oost- en Westdongeradeel 1717-1974
- Waterschap Sjoorda 1918-1963
- Waterschap Vijfhuizen 1914-1974
- Waterschap Vogelzang 1935-1974

### Noardlik Westergoa
De volgende waterschappen gelden als voorgangers van Noardlik Westergoa:
- Altoenae (1878) - 1971
- De Beetgumer Nieuwlandspolder 1853 - 1896
- De Berlikumerpolder (1910) 1911 - 1971
- Het Bildt (1886) 1916 - 1924
- De Boschbrug (1914)
- De Dongjumerpolder (1882) 1883 - 1971
- De Drie Dorpen (1892) 1810 - 1971
- De Engelumerpolder (1893) 1900 - 1971
- De Groote Noorderpolder (1872) 1882 - 1971 (1972)
- Hemmema (1943) 1944 - 1971
- De Hoeksterpolder (1909) 1911 - 1957 (1958)
- De Hogedijksterpolder (1947) 1958 - 1971 (1972)
- Het Hoogpad (1925) 1926 - 1967
- De Kleine Noorderpolder (1920) 1921 - 1926
- De Kloosterpolder (1910) 1911 - 1971 (1972)
- De Kolthofpolder (1898) 1953 - 1971
- De Koning (1929) 1930 - 1971
- Lauta (1914) 1915 - (ca. 1971)
- De Marssumerpolder (1898) 1900 - 1971 (1972)
- De Miedtille 1915 - 1971
- De Minnertsgaster Zuidermiedpolder (1911) 1916 - 1970
- Het Noorden 1939 - 1971
- De Noorderpolder (1910) 1911 - 1971 (1972)
- De Noordster 1935 - 1971
- De Oosterbieumerpolder (1918) 1919 - 1971
- De Oostpolder (1868) 1952 - 1971
- De Oude Meer (1898) 1900 - 1913
- De Riedpolder (1894) 1913 - 1971 (1972)
- Saxenoord (1939) 1940 - 1971 (1972)
- De Schalsumerpolders (1e kwart 20e eeuw) 1941 - 1971
- De Tjummarumer Miedpolder (1904) 1912 - 1971
- De Twee Wegen 1913 - 1970
- De Vereeniging (1902) 1911 - 1920
- De Westerpolder (1878) 1911 - 1971 (1972)
- Het Zuiden (1950) 1951 - 1971
- Zuidhoek Sint Annaparochie (1928) 1951 - 1971
- De Zuidoosterpolder (Het Bildt) 1894 - 1971
- De Zuidoosterpolder (Menaldumadeel) (1909) 1911 - 1971
- De Zuidwesterpolder (1929) 1930 - 1971

#### Polders
Bij de voorgangers van Noardelijk Westergoa behoren de volgende voormalige polders
- De Dongjumerpolder 1873 - 1884
- De Engelumerpolder 1853 - 1899
- De Groote Noorderpolder 1871 - 1882
- De Hoeksterpolder 1783 - 1913
- De Minnertsgaster Zuiderbepoldering (ca. 1869)
- Het Noorden 1880, 1881 en z.d.
- De Oostelijke Polder op het Nieuw-Bildt 1868 - 1952
- De Oosterbierumerpolder 1813 - (vierde kwart 19e eeuw)
- De Pietersbierumerpolder 1848 - 1920
- Polder op het Nieuw-Bildt onder St. Annaparochie en Lieve Vrouwenparochie 1908 en z.d.
- De Schalsumerpolders 1859 - 1941
- De Sexbierumer Zuiderpolder 1803 - 1910
- De Tjummarumer Zuiderpolder 1845 - 1913
- De Watermolenpolder in de Zuidhoek onder St. Annaparochie en Vrouwenparochie 1876 - 1968
- De Watermolenpolder op het Oud Bildt onder St. Anna- en St. Jacobiparochie 1904 - 1970
- De Westerbuurster- ofwel Kolthofpolder 1914/1915 - 1947
- De Westerpolder 1842 - 1912
- De Zuidoosterpolder 1858 - 1896

## Overig
- De Lemstersluis 1816 - 1959 taken overgedragen aan de gemeente Lemsterland[14]

## Vlaggen

Vlag van Amelander Grieën
Vlag van Wetterskip Boarn en Klif
Vlag van Wetterskip Lauwerswâlden
Vlag van Marne-Middelsee
Vlag van De Middelsékrite
Vlag van Waterschap Sevenwolden
Vlag van De Stellingwerven
Vlag van Tusken Waed en Ie
Vlag van Wetterskip De Waadkant
Vlag van Westergo's IJsselmeerdijken

## Wapens

Wapen van Amelander Grieën
Wapen van De Anjumer- en Lioessenser Polder
Wapen van Zeewerend waterschap De Bildtpollen
Wapen van Wetterskip Boarn en Klif
Wapen van Boarnferd
Wapen van Boven Tjonger-Grootdiep
Wapen van Buitenveld
Wapen van De Deelen
Wapen van De Delfstrahuizen
Wapen van Eastergoa's Sédiken
Wapen van Echten
Wapen van De Engwierumerpolder
Wapen van Grieën op Ameland
Wapen van De Grote Noordwolderpolder
Wapen van Groote Veenpolder in Weststellingwerf
Wapen van Groote Sint Johannesgaster Veenpolder
Wapen van Hasker Veenpolder
Wapen van Heeg
Wapen van Hommerts-Sneek
Wapen van Kollumer- en Nieuwkruisland
Wapen van Kollumerland-Oostdeel
Wapen van Koningsdiep
Wapen van Wetterskip Lauwerswâlden
Wapen van De Linde
Wapen van Lits en Lauwers (1963)
Wapen van Lits en Lauwers (1970)
Wapen van Luchtenrek
Wapen van Ludinga
Wapen van De Luts
Wapen van It Marnelân
Wapen van Marne-Middelsee
Wapen van De Middelsékrite
Wapen van Nes-Buren
Wapen van Het Nieuw Bildt
Wapen van Noardlik Westergoa
Wapen van Oldelamer
Wapen van De Ontginning
Wapen van Polder van Oost- en Westdongeradeel
Wapen van De Groote Veenpolder in Opsterland en Smallingerland
Wapen van De Oosterpolder-Zeedijken onder Holwerd
Wapen van Oosterwierumer Oudvaart
Wapen van Het Oude Bildt
Wapen van Riedpolder
Wapen van Scharnegoutum c.a.
Wapen van De Schoterlandsche Compagnonsvaart
Wapen van Sevenwolden
Wapen van De Sneeker Oudvaart
Wapen van De Stellingwerven
Wapen van Súd-Winninghe
Wapen van Ter Idsardt en Oldeholtwolde
Wapen van Ternaarderpolder
Wapen van De Terschellinger Polder
Wapen van Tjonger-Compagnonsvaarten
Wapen van Tietsjerk
Wapen van Tusken Mar en Klif
Wapen van Tusken Waed en Ie
Wapen van Vierde en Vijfde Veendistrict
Wapen van Wetterskip De Waadkant
Wapen van De Waarborg
Wapen van Wetterskip De Wâlden
Wapen van De Wâlden
Wapen van Woudsend c.a.
Wapen van Ymedam
Wapen van Vijfdeelen Zeedijken Binnendijks
Wapen van Vijfdeelen Zeedijken Buitendijks
Wapen van Westergo's IJsselmeerdijken
Wapen van Westerpolder-Zeedijken onder Holwerd
Wapen van Zeedijken van Ferwerderadeel
Wapen van Zeedijken van Oostdongeradeel
Wapen van Zeedijken van Westdongeradeel
Wapen van Zesde en Zevende Veendistrict
Wapen van De Zeven Grietenijen en Stad Sloten
Wapen van Zuiderpolder bij Franeker
Wapen van Zwettegebied